# Rivière Cécile
Pour les articles homonymes, voir Céline.
La rivière Cécile est un affluent de la rive gauche de la rivière Wabano, coulant entièrement dans le canton de Lafitau, dans le territoire de La Tuque, en Haute-Mauricie, au Québec, au Canada.
Ce cours d'eau fait partie du bassin versant de la rivière Saint-Maurice laquelle se déverse à Trois-Rivières sur la rive nord du fleuve Saint-Laurent.
L’activité économique du bassin versant de la rivière Cécile est la foresterie et les activités récréotouristiques tels la chasse, la pêche, le VTT et l’autoneige. Le cours de la rivière coule entièrement en zones forestières. La surface de la rivière est généralement gelée de la mi-décembre à la fin mars.

## Géographie
La rivière Cécile prend sa source à l’embouchure du lac Cécile (longueur : 2,0 km ; altitude : 493 m), situé dans la partie est du canton de Lafitau. Une presqu’île s’étirant vers le nord sépare le lac en deux parties.
À partir de l’embouchure du lac Cécile, la rivière Cécile coule sur 25,1 km, selon les segments suivants :
- 2,1 km vers l’est, en formant une courbe vers le sud, jusqu’à la décharge du lac Canard (venant de l’est) ;
- 3,0 km vers le nord, jusqu’au ruisseau Fisher (venant du sud-est) ;
- 9,0 km vers le nord-ouest, jusqu’à la décharge (venant du nord) du lac Sauge ;
- 6,3 km vers le sud-ouest, en serpentant jusqu’à la décharge (venant du nord) des lacs du Totem, de la Buse Tarin et Lariot ;
- 3,8 km vers le sud-ouest, en serpentant jusqu’à l’ancienne limite du comté de Champlain ;
- 0,9 km vers le sud-ouest, jusqu’à confluence de la rivière[2].

La rivière Cécile se déverse sur la rive est de la rivière Wabano. Cette confluence est située à :
- 71,9 km au nord du centre du village de Weymontachie ;
- 7,3 km au sud de la confluence de la rivière Wabano Ouest ;
- 19,9 km au nord de la confluence de la rivière Wabano.

## Toponymie
Le toponyme rivière Cécile a été officialisé le 5 décembre 1968 à la Commission de toponymie du Québec.